# Minardi
La Minardi è stata una squadra automobilistica fondata nel 1979 da Gian Carlo Minardi, con sede a Faenza.
Ha partecipato al Campionato mondiale di Formula 1 dal 1985 al 2005, senza conseguire né podi né vittorie. La Minardi è il team che ha corso più Gran Premi senza ottenere nessun podio: 340.
Nel 2005 fu ceduta dall'ultimo proprietario, l'uomo d'affari australiano Paul Stoddart, alla Red Bull (già proprietaria dell'omonima scuderia) che l'ha ridenominata Scuderia Toro Rosso, trasformandola in un team per piloti emergenti.
Nel 2006 è nato il Minardi Team by GP Racing, con la partecipazione di Gian Carlo Minardi, che corre nel campionato europeo di Formula 3000.

## Storia

### Origini
La famiglia di Giovanni Minardi era titolare della più antica concessionaria FIAT di Faenza, aperta nel 1927. Negli anni cinquanta fu costruita in seno al centro FIAT una vettura da corsa artigianale, autoproducendo tutto: dal motore (sotto la guida di Antonio Lotti, capo meccanico dell'officina poi alla guida) al telaio.

Un giovane Michele Alboreto vincitore per Minardi della gara di Formula 2 a Misano Adriatico nel 1981

Nel 1972 il figlio di Giovanni, Gian Carlo, prese il comando della «Scuderia del Passatore», che partecipò ai campionati di Formula Italia e Formula 3. Nel 1974, in seguito ad un accordo di sponsorizzazione con la "Everest" (accessori per automobili), la scuderia cambiò il nome in «Scuderia Everest», iscrivendosi al campionato europeo di Formula 2. Nel 1975 i migliori risultati furono un quarto e un terzo posto, ottenuti da Giancarlo Martini. Nella stagione successiva Martini fece 12 punti, cogliendo come miglior risultato il terzo posto, finendo settimo in classifica generale.
Dopo due stagioni dai risultati altalenanti (1978 e 1979) si sciolse il sodalizio con la Everest. Minardi decise allora di prendere le redini della scuderia diventandone il proprietario. Nel 1980 esordì in Formula 2 la prima vettura denominata Minardi, la GM-75 disegnata da Giacomo Caliri. L'anno seguente arrivò la prima vittoria con Michele Alboreto sul circuito di Misano, affermandosi come una delle realtà più interessanti della Formula 2. A questo punto Minardi, spinto anche dal suo socio in affari Piero Mancini, cominciò a pensare a un esordio in Formula 1 nel 1984 con motorizzazione Alfa Romeo.

### Formula 1

#### L'esordio e i primi anni (1985-1987)
1985

La squadra Minardi al debutto in Formula 1 nella stagione, in posa fuori dalla fabbrica di Faenza con la monoposto M185; seduto sulla ruota anteriore, il patron Gian Carlo Minardi.

Il progetto per la prima vettura di Formula 1 partì nel 1984 sotto la guida dell'ingegner Caliri. La Minardi M184, un telaio misto alluminio-fibra di carbonio con un motore Alfa Romeo 8 cilindri turbo, analogo a quello utilizzato dalla Osella. La monoposto scese in pista per la prima volta l'11 ottobre sulla pista di Misano, guidata da Alessandro Nannini e nell'inverno percorse circa 2000 km in vista del mondiale 1985, prima che l'Alfa Romeo decidesse di non fornire i motori. Ormai il progetto era avviato e, vista anche la cancellazione del campionato di Formula 2, si decise di proseguire.
La vettura, ora M185, fu adattata al Cosworth aspirato per potersi schierare alle prime gare. La monoposto soffriva di vari difetti, tra cui un peso eccessivo e l'utilizzo di materiali superati. Al debutto, in Brasile a Jacarepaguá, la squadra si presentò con uno staff di tredici componenti, suddivisi fra meccanici, pilota e soci del team; a dirigere le operazioni tecniche era un solo ingegnere, Giacomo Caliri. Nel frattempo, Piero Mancini aveva costituito una società denominata Motori Moderni, di cui faceva parte anche Carlo Chiti, dimissionario dall'Autodelta, che si occupò della progettazione di un motore 6 cilindri turbo, portato nella quarta gara della stagione, il Gran Premio di San Marino. Pilota era Pierluigi Martini, nipote del Giancarlo pilota del team Everest nel 1976. Nannini era stato sostituito, sia per la mancanza della superlicenza, la "patente" per correre in Formula 1, sia per questioni legate agli sponsor. Con un budget ridotto, la scuderia disputò la stagione in modo dignitoso ma senza punti. Miglior risultato l'ottavo posto nel Gran Premio conclusivo in Australia.
1986

Alessandro Nannini sulla Minardi nella stagione

Nel 1986 Minardi schierò due vetture e furono ingaggiati come piloti il debuttante Alessandro Nannini e l'esperto Andrea De Cesaris. La stagione si rivelò deludente: sia la M185B sia la nuova M186 non erano competitive e soffrirono gravi problemi di affidabilità, soprattutto del motore, e solo in Messico le vetture conclusero la gara, con De Cesaris 8º e Nannini 14º. A causa del ridotto budget a disposizione erano però impossibili sviluppi alle monoposto e spesso il team utilizzava pezzi che altre scuderie fornivano gratuitamente in quanto inutilizzati. Pur in mezzo a molte difficoltà si registrarono alcuni progressi: i meccanici si perfezionarono nel lavoro ai box, si sviluppò un proficuo rapporto di collaborazione con Pirelli e la vettura mostrò, nella parte finale della stagione, miglioramenti in qualifica. Lo stesso De Cesaris sfiorò i punti al Gran Premio del Brasile, quando fu costretto al ritiro per la rottura del propulsore dopo una lunga rimonta che lo aveva portato fino al sesto posto.
1987
Poco prima dell'inizio della nuova stagione De Cesaris passò alla Brabham e al suo posto fu ingaggiato lo spagnolo Adrián Campos, dotato di una buona copertura finanziaria dovuta alla sponsorizzazione della Lois, ma di scarse doti di pilota. Come prima guida fu invece confermato Nannini. 
La stagione fu ancora più deludente della precedente. La scuderia si trovò ad affrontare il cambio di pneumatici per il momentaneo ritiro della Pirelli, optando per le Goodyear, ma ebbe anche rilevanti problemi di natura tecnica: il turbo della Motori Moderni erogava una potenza di 150 CV inferiore rispetto a quello della Honda e svariati furono i guasti alla frizione. A ciò andava aggiunta anche la fuga degli sponsor e una situazione finanziaria sempre più precaria. Anche i risultati in gara furono poco soddisfacenti e il miglior piazzamento fu un undicesimo posto ottenuto due volte da Nannini, il quale fu costretto al ritiro in Germania quando occupava la settima posizione, a ridosso della zona punti.

#### I primi punti (1988-1989)
1988
La Minardi affrontò la stagione 1988 con vari cambiamenti. Anzitutto abbandonò i motori turbo ed adottò, come molte scuderie minori, il Cosworth DFZ aspirato. In più venne assunto Manca-Graziadei come team manager e Alessandro Nannini, passato alla Benetton, fu sostituito da Luis Pérez-Sala. Già dai primi test invernali la nuova M188 si rivelò mal riuscita, difficile da assettare e imprevedibile. Sala ottenne discreti risultati in qualifica e in gara riuscì a concludere tre delle prime cinque gare; Campos invece fallì per tre volte consecutive la qualificazione e fu allontanato, sostituito da Pierluigi Martini. Il pilota romagnolo, al rientro in Formula 1 dopo oltre due anni, alla prima gara conquistò il primo punto della scuderia, nel Gran Premio degli Stati Uniti a Detroit. Il risultato portò ottimismo nel team, ma le aspettative furono deluse con un peggioramento delle prestazioni durante l'estate. Ciò portò al licenziamento del progettista Caliri e alla sua sostituzione con Aldo Costa e Gabriele Tredozi. Nella parte finale della stagione la squadra sfiorò nuovamente la zona punti con un ottavo posto di Sala in Portogallo e un settimo di Martini in Australia.
1989

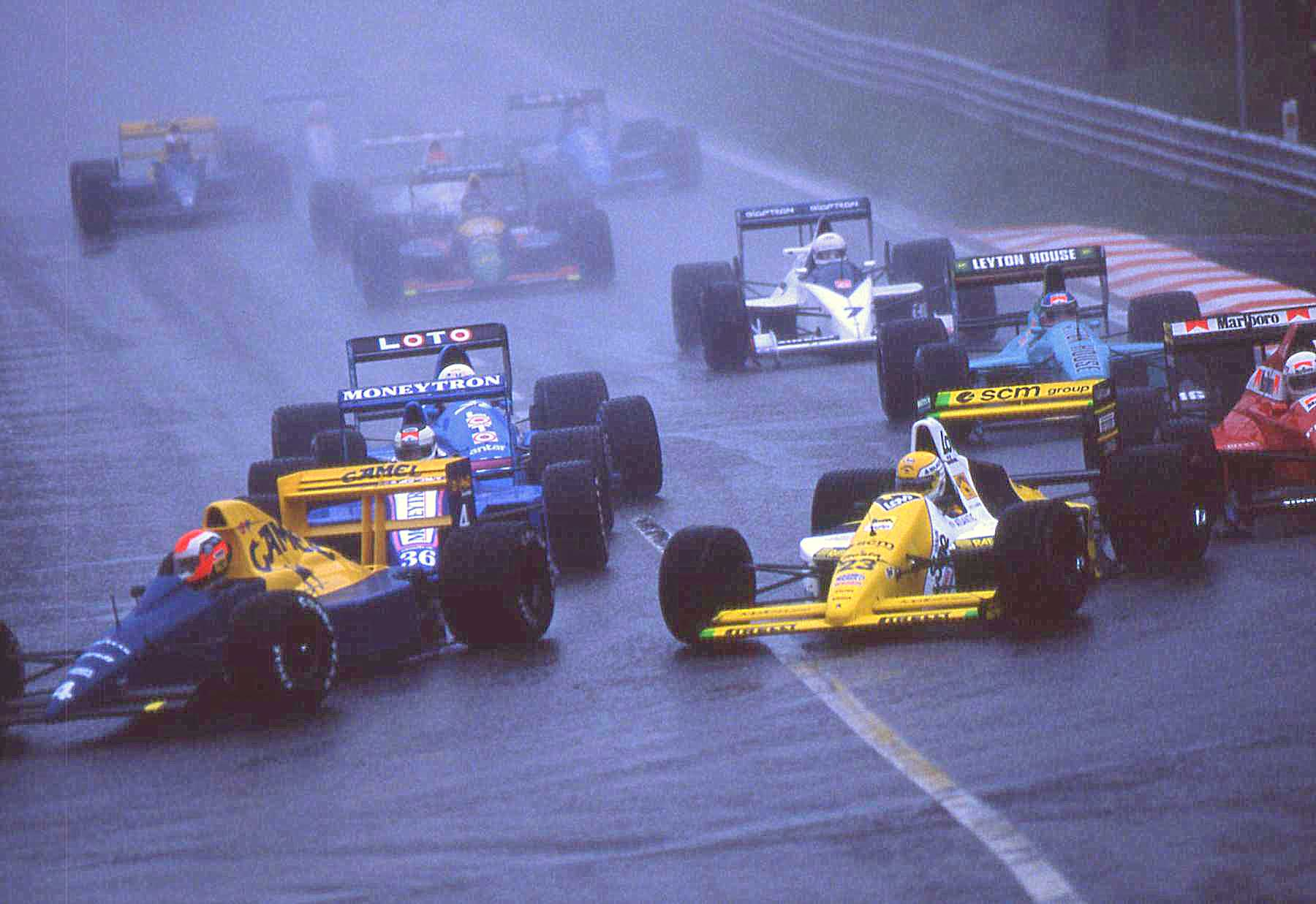
La Minardi n. 23 di Martini durante le fasi iniziali del Gran Premio del Belgio 1989, concluso al nono posto.

Il sesto posto ottenuto a Detroit l'anno precedente, portò alla Minardi il primo assegno da parte della FIA e lo sponsor Lois confermò il proprio impegno, donando una certa stabilità finanziaria al piccolo team. Vennero quindi confermati entrambi i piloti e si tornò alle coperture Pirelli, che servivano la Minardi come propria squadra di punta. Iniziò quella che per la casa faentina fu la sua miglior stagione in termini di prestazioni. Per le prime gare il team schierò un'evoluzione della vecchia monoposto, in attesa del debutto della nuova M189, progettata da Aldo Costa con l'aiuto di Nigel Cowperthwaite. Sia Martini che Sala confermarono immediatamente come la nuova vettura fosse un deciso passo avanti rispetto alla precedente, anche se spesso si trovarono a lottare con pneumatici dal rendimento altalentante e imprevedibile. Dopo qualche problema iniziale dovuto soprattutto alla mancanza di affidabilità arrivarono i primi risultati: nel Gran Premio di Gran Bretagna, per la prima e unica volta nella storia della scuderia (se si esclude il Gran Premio degli Stati Uniti 2005, in cui corsero però solo sei vetture) entrambe le monoposto giunsero a punti, con Martini quinto e Sala sesto. Grazie a questo risultato la Minardi riuscì ad evitare le prequalifiche nella seconda parte di stagione. In Portogallo Martini fu in grado di qualificarsi quinto e, per l'unica volta nella storia del team, si portò in testa alla gara anche se solo per un giro, concludendo la corsa in quinta posizione. A Jerez il pilota romagnolo si qualificò, invece, quarto, ma in gara fu costretto al ritiro per un'uscita di pista e si ruppe una costola cadendo dal camion della squadra. Dovette quindi saltare l'appuntamento in Giappone, venendo sostituito da Paolo Barilla. Al suo ritorno piazzò la sua Minardi in terza posizione lungo la griglia del Gran Premio d'Australia e ottenne il miglior tempo nel warm up, ma la corsa venne disputata in condizioni di bagnato estremo e la resa delle Pirelli in queste condizioni fu molto precaria, costringendolo ad accontentarsi della sesta piazza. La scuderia chiuse la stagione all'undicesimo posto tra i costruttori con 6 punti, fino a quel momento suo miglior risultato.

#### Aspettative deluse (1990-1992)
1990

La squadra posa con la nuova M190 al Gran Premio di San Marino 1990

Nonostante il finale di stagione in crescendo dell'anno precedente, il 1990 fu caratterizzato da diverse difficoltà e, anche a causa di scelte sbagliate del team, non portò ad un consolidamento dei risultati ottenuti. Da un lato la Pirelli privilegiò la Tyrrell nella fornitura di pneumatici, dall'altro il team dovette lavorare con un budget incerto e la nuova M190 ebbe una resa molto inferiore alle aspettative. Inoltre Cowperthwaite lasciò la squadra per passare alla Scuderia Italia.
Nonostante ciò, il campionato iniziò con una sorprendente qualifica: grazie alla resa delle gomme da qualifica, Martini, alla guida di una M189B, conquistò il secondo posto in griglia nella gara inaugurale a Phoenix, miglior risultato in qualifica del team. In gara, però, chiuse al settimo posto, mentre il suo compagno di squadra, Paolo Barilla, ebbe difficoltà di adattamento alla vettura e fu costretto al ritiro per crampi. Al Gran Premio di San Marino Martini poi ebbe un incidente in cui si fratturò il malleolo e che lo costrinse a saltare la gara. Nonostante una prognosi di 25 giorni riuscì a essere in pista già per la successiva corsa di Monaco. La stagione, però, continuò in maniera deludente e i due piloti non furono mai in grado di avvicinare la zona punti; per di più Barilla mancò svariate volte la qualificazione e, a partire dal Gran Premio del Giappone venne sostituito da Gianni Morbidelli, poi confermato anche per la stagione successiva. La stagione si chiuse quindi senza soddisfazioni per la squadra faentina, ma già da febbraio Gian Carlo Minardi, nonostante il parere contrario di Manca-Graziadei, stava trattando con la Ferrari per la fornitura dei motori per il 1991, vista la sua intenzione di abbandonare i Cosworth.
1991
L'accordo con la casa di Maranello prevedeva che fossero forniti i motori del 1990 al costo di 11 miliardi di lire e che la Minardi divenisse, di fatto, una sorta di junior team. La Ferrari, però, non aiutò in alcun modo la piccola squadra faentina, facendole firmare contratti che precludevano determinate sponsorizzazioni e sottraendole la sponsorizzazione triennale della Pioneer, ritenuta vitale da Gian Carlo Minardi per lo sviluppo del telaio. Inoltre Morbidelli venne richiesto per sostituire Alain Prost nell'ultima gara della stagione e dovette essere sostituito da Roberto Moreno. Nei fatti quindi la stagione fu al di sotto delle aspettative; Ancora una volta Martini ottenne i risultati migliori con due quarti posti, uno a Imola e l'altro in Portogallo. Lo stesso pilota evidenziò, però, come i motori Ferrari fossero programmati per vetture con un cambio semi-automatico, di cui la Minardi non disponeva e spesso davano problemi con la frizione. La stagione venne chiusa al settimo posto con sei punti ottenuti, ma l'accordo con Maranello aveva lasciato un debito di oltre 8 miliardi di lire. Inoltre Martini aveva firmato un precontratto per correre con la Ferrari per il 1992, ma l'indebolimento della posizione di Piero Ferrari nella gestione della squadra fece saltare il suo passaggio alla squadra modenese e dovette accasarsi alla Scuderia Italia.
1992

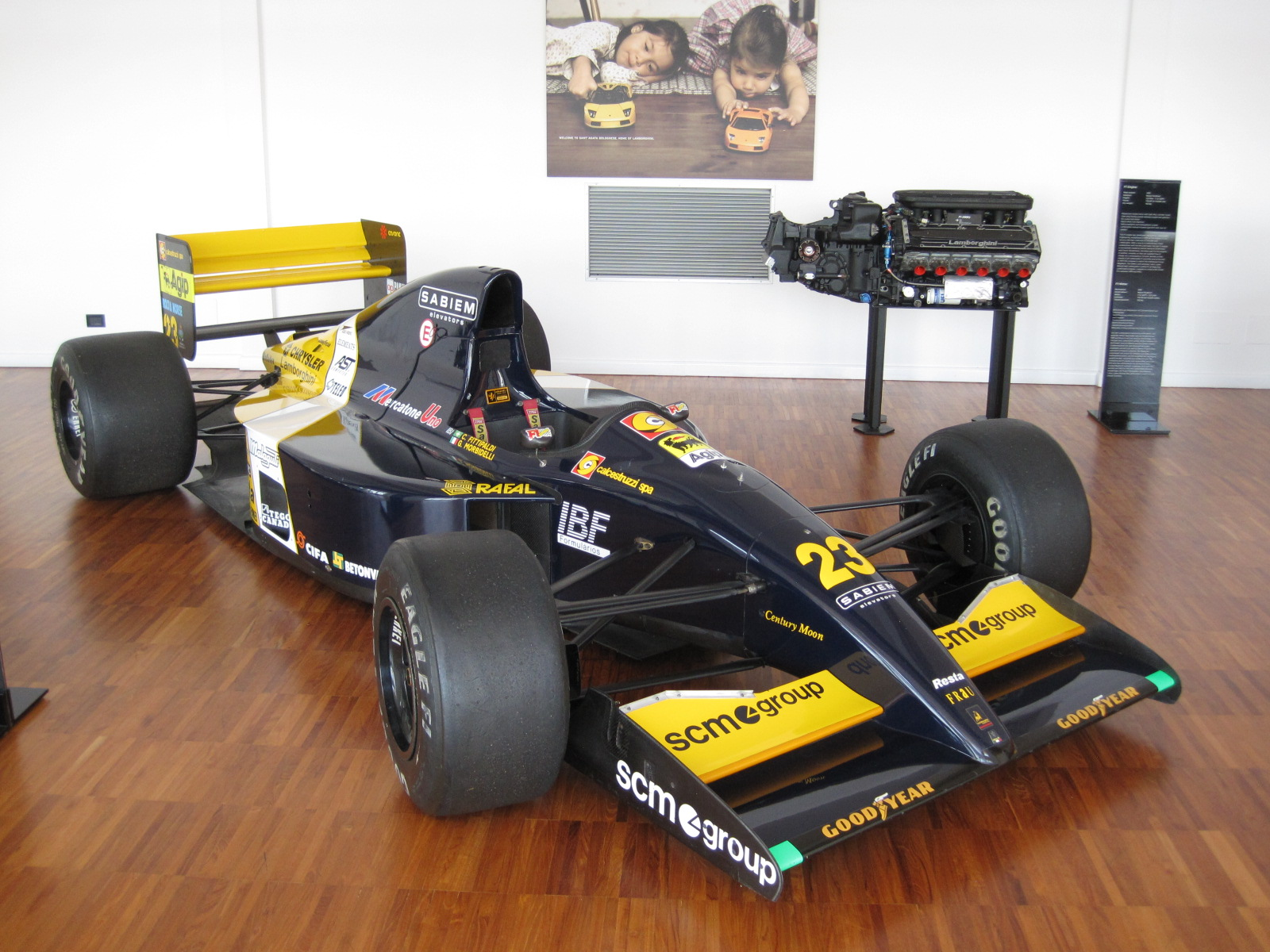
La M191L, motorizzata Lamborghini, della stagione ; nonostante le aspettative colse solo un punto.

Nel 1992 la Minardi decise di affidarsi al motore Lamborghini, progettato da Mauro Forghieri ex progettista Ferrari. A fianco del confermato Morbidelli fu schierato Christian Fittipaldi, forte di una dote di 1 milione e mezzo di dollari e campione di Formula 3000. La stagione si prospettò difficile: a causa del pesante debito con la Ferrari e del costo dei Lamborghini, la Minardi fu costretta inizialmente a schierare la vettura dell'anno precedente, rinominata M191L, aggiornata per ospitare il nuovo motore. La nuova monoposto, nonostante un telaio migliorato, dava problemi aerodinamici e di affidabilità; inoltre la guidabilità era compromessa da un complicato disegno della sospensione anteriore, risolto solamente nell'estate dopo un intervento di Gustav Brunner. Altro problema era la scarsa potenza del motore, appena 655 CV, ma grazie al lavoro dei tecnici in estate il gap con gli altri propulsori fu gradualmente colmato.
La stagione iniziò quindi in maniera difficile, con Morbidelli e Fittipaldi costretti al ritiro quattro volte ciascuno nelle prime cinque gare. Nonostante l'esordio al Gran Premio di Spagna della nuova M192 i risultati non migliorarono; Fittipaldi fu anche protagonista di un grave incidente nelle prove in Francia e saltò tre corse, sostituito da Alex Zanardi. Il punto più basso della stagione fu in Ungheria, quando nessuno dei due piloti si qualificò. Solamente l'arrivo di Gustav Brunner dalla March migliorò le cose e nelle ultime gare la vettura ritrovò competitività. Al Gran Premio d'Italia Morbidelli si qualificò a metà schieramento, ma in gara fu costretto al ritiro, mentre in Giappone Fittipaldi conquistò l'unico risultato stagionale con un sesto posto. La Minardi chiuse quindi la stagione con un solo punto al dodicesimo posto.

#### Difficoltà economiche e fusione con la Scuderia Italia (1993-1996)
1993

Pierluigi Martini su Minardi al Gran Premio d'Italia 1993

Il 1993 si aprì con buie prospettive per la Minardi: le forniture di motori di Ferrari e Lamborghini avevano lasciato pesanti strascichi sul bilancio del team, che evidenziava ormai un pesante disavanzo e rischiava seriamente il fallimento. Per questa ragione la nuova vettura, progettata da Gustav Brunner, era molto semplice e guidabile, ma al contempo non era dotata di dispositivi elettronici, come le sospensioni attive o il controllo di trazione, utilizzati dalla concorrenza. Inoltre vennero utilizzati i motori Ford HB di VI generazione, risalenti all'anno precedente e comunque tra i meno potenti del lotto. Secondo alcune fonti, però, per poter terminare la stagione in certe occasioni il team usò pure quelli di V generazione. Come piloti vennero inizialmente schierati Christian Fittipaldi (sostituito nelle ultime due gare da Jean-Marc Gounon) e Fabrizio Barbazza (sostituito nella seconda parte di stagione ancora da Pierluigi Martini).
L'inizio di stagione fu, però, sorprendente: all'esordio in Sudafrica Fittipaldi conquistò il quarto posto e giunse quinto a Monaco, mentre Barbazza arrivò per due volte sesto a Imola e Donington. Dopo sei gare la Minardi aveva 7 punti e precedeva la Ferrari in classifica. Con il prosieguo del campionato, però, non si poté proseguire con ulteriori sviluppi e nemmeno svolgere alcun test, ragion per cui le prestazioni andarono incontro a un graduale peggioramento. Tra l'altro, in occasione del Gran Premio d'Italia i due piloti furono protagonisti di un incidente: sulla linea del traguardo, nel corso dell'ultimo giro, Fittipaldi tamponò il collega Martini sollevandosi in aria e compiendo una piroetta completa, prima di atterrare sul circuito; fortunatamente il brasiliano non riportò alcuna conseguenza e risultò illeso. La Minardi chiuse quindi all'ottavo posto il campionato con 7 punti ottenuti, superando team più quotati come Tyrrell e Jordan, ma nel frattempo le condizioni finanziarie erano sempre più gravi e il fallimento pareva imminente.
1994

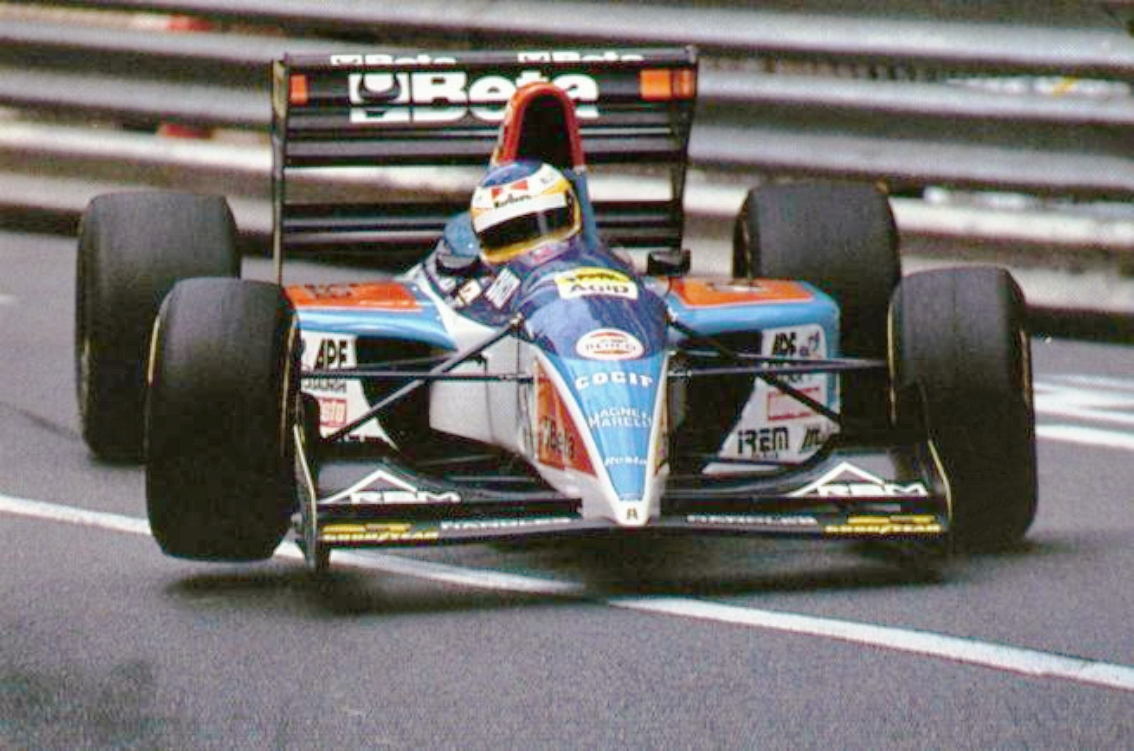
Michele Alboreto su M193B lungo le strade monegasche, in cui ottenne il primo punto stagionale del team.

A fronte di una tale situazione la Minardi, dopo mesi di trattative, trovò l'accordo per una fusione con la Scuderia Italia. Giuseppe Lucchini, patron del team bresciano, assunse il compito di finanziare per due anni la squadra al fine di garantirne l'esistenza, mentre Gian Carlo Minardi sarebbe rimasto alla guida del team. Per la stagione 1994 il team riuscì quindi ad avere a disposizione un budget di 30 miliardi di lire e schierò come piloti titolari Michele Alboreto e Pierluigi Martini. A causa dell'incertezza sul futuro, però, la progettazione della vettura partì in ritardo, tanto che nelle prime gare venne infatti usata una versione aggiornata della M193 nota come M193B. Nonostante i miglioramenti apportati dal gruppo di ingegneri coordinato da Aldo Costa dopo il passaggio di Brunner alla Ferrari, i problemi maggiori derivarono ancora dal motore, il Ford HB di VII e VIII generazione, poco potente rispetto al resto della concorrenza.
Nonostante le prestazioni della vettura si collocassero nel centro classifica, ad inizio stagione i piloti furono in grado di conquistare alcuni punti: Alboreto giunse sesto a Monaco, mentre in Spagna fu Martini ad arrivare quinto. Entrambi questi risultati furono ottenuti con la M193B; con la M194, utilizzata per la prima volta in gara in Canada, sempre Martini fu in grado di ottenere un altro quinto posto in Francia. La nuova monoposto non segnò particolari progressi rispetto alla precedente, penalizzata soprattutto dalla scarsa potenza erogata dal propulsore. Nella seconda parte di stagione né Martini né Alboreto furono nuovamente in grado di raggiungere la zona punti e la squadra terminò decima nel campionato costruttori.
1995

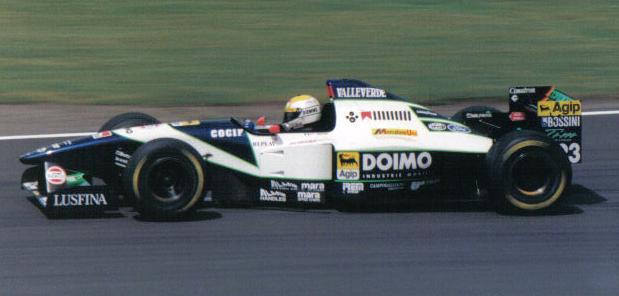
Pierluigi Martini, pilota a cui sono legati i migliori risultati del team, impegnato al Gran Premio di Gran Bretagna 1995.

Nel 1995 si alternarono vari piloti, ma la scuderia ottenne un solo punto con Pedro Lamy nella gara conclusiva del 1995, ottenuto grazie ai ritiri di vari piloti.
1996
La stagione 1996 continuò in termini di risultati sulla falsariga della precedente. Nonostante il tentativo da parte di Minardi di avere una fornitura di motori da parte della Ferrari, poi naufragata, il patron faentino si trovava davanti al bivio di proseguire in Formula 1 o tentare la strada del DTM, optando poi per la prima strada. Si accordò quindi nuovamente con la Ford per la fornitura dei motori e confermò Lamy come primo pilota e assunse inizialmente Taki Inoue per i munifici sponsor che lo sostenevano; tuttavia gli stessi sponsor decisero di non sostenerlo finanziariamente e perse il posto. A questo punto sul secondo sedile si alternarono Giancarlo Fisichella, sostenuto da Briatore, Tarso Marques e Giovanni Lavaggi.

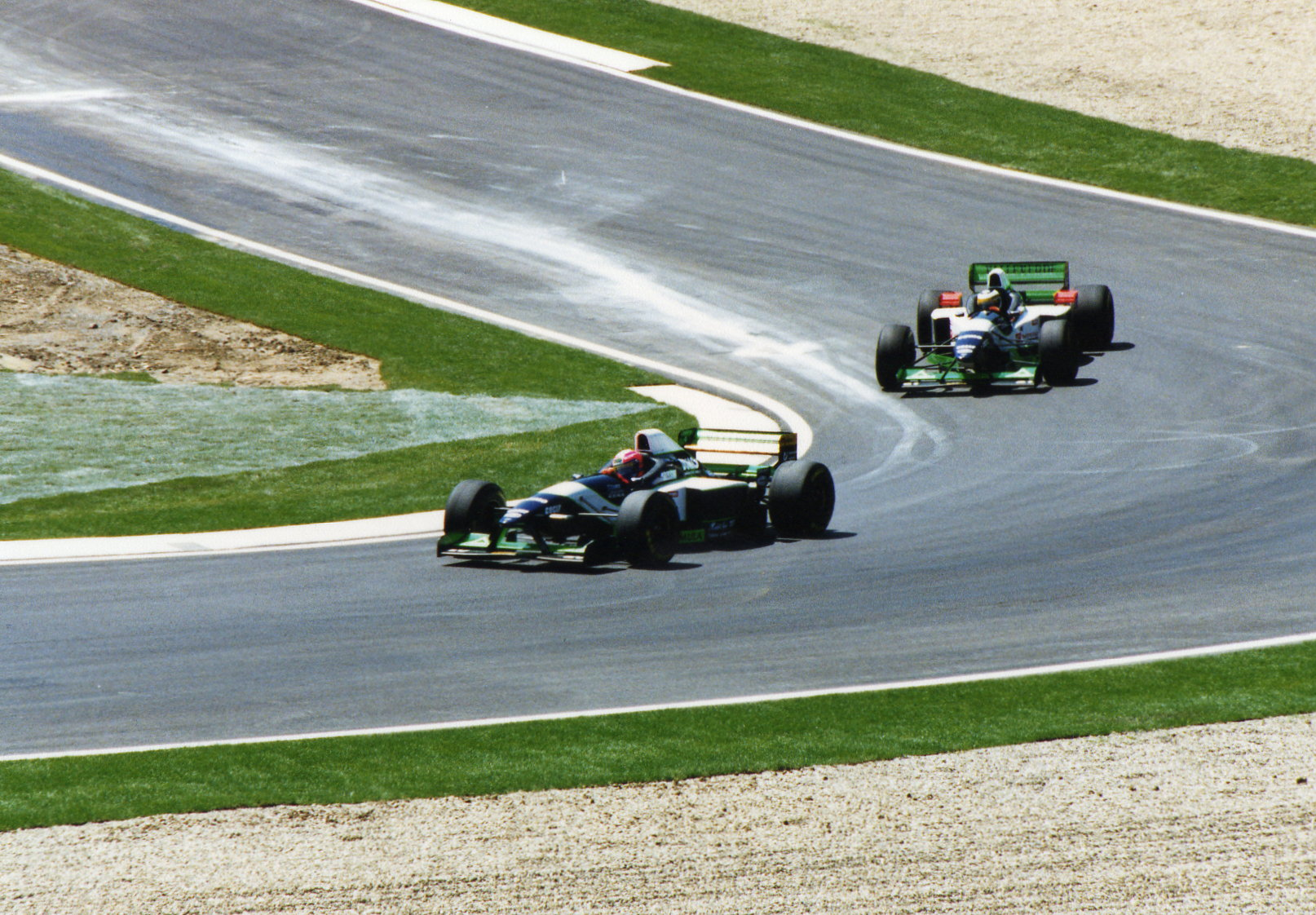
Lamy e Fisichella nelle prove del Gran Premio di San Marino 1996

Gli ingegneri misero a disposizione una versione aggiornata della M195, la M195B, ma a causa dei limitati fondi risultò essere non competitiva. Il miglior risultato ottenuto fu un ottavo posto di Fisichella al Gran Premio del Canada e il team chiuse la stagione solo davanti alla Forti, fallita nel corso dell'anno. Anche la stessa Minardi navigava finanziariamente in cattive acque e si trovava nelle stesse condizioni in cui aveva chiuso la stagione 1993.

#### La cessione a Briatore e Rumi (1997-2000)
1997
Per salvare il team dal fallimento, nel 1997 fu necessario dunque variare l'assetto societario: Gian Carlo Minardi, pur restando presidente, cedette oltre l'85% delle sue quote a Flavio Briatore e Gabriele Rumi, quest'ultimo patron della Fondmetal, che dopo aver rilevato il settore Formula 1 dell'Osella, ribattezzata con il nome della sua azienda, aveva poi collaborato con la Tyrrell. I nuovi finanziatori garantirono alla scuderia italiana un budget di trentacinque miliardi di lire e la nuova M197 poté disporre dei motori Hart (anche se la squadra sperava nei Mugen-Honda) e di un nuovo telaio, con soluzioni aerodinamiche aggiornate. Venne assunto Ukyo Katayama, sponsorizzato dalla Mild Seven, e Briatore collocò nel team Jarno Trulli, che sarebbe passato poi alla Prost e sostituito da Tarso Marques a stagione in corso, al fine di fargli acquisire esperienza. Nonostante le innovazioni e i miglioramenti prestazionali, ancora una volta la scuderia non ottenne alcun punto. Soprattutto nella prima parte di stagione la nuova M197 mostrò discreti sprazzi di competitività e, in particolar modo nelle mani di Trulli, si classificò in posizioni di metà classifica; proprio l'abruzzese sfiorò i primi punti stagionali in Canada prima di essere costretto al ritiro. Proprio dopo la gara in nord America, Trulli venne sostituito da Marques, visto il suo passaggio alla Prost. Le prestazioni dei piloti furono comunque sufficienti visto il mezzo a disposizione.
Durante la stagione Briatore cercò di vendere le sue quote del team alla British American Tobacco (che avrebbe poi creato la BAR), ma la ferma opposizione di Rumi bloccò l'operazione. A questo punto il patron della Fondmetal decise di acquistare la totalità dell'azienda, ma anche in questo caso senza sufficienti fondi per svilupparla.
1998

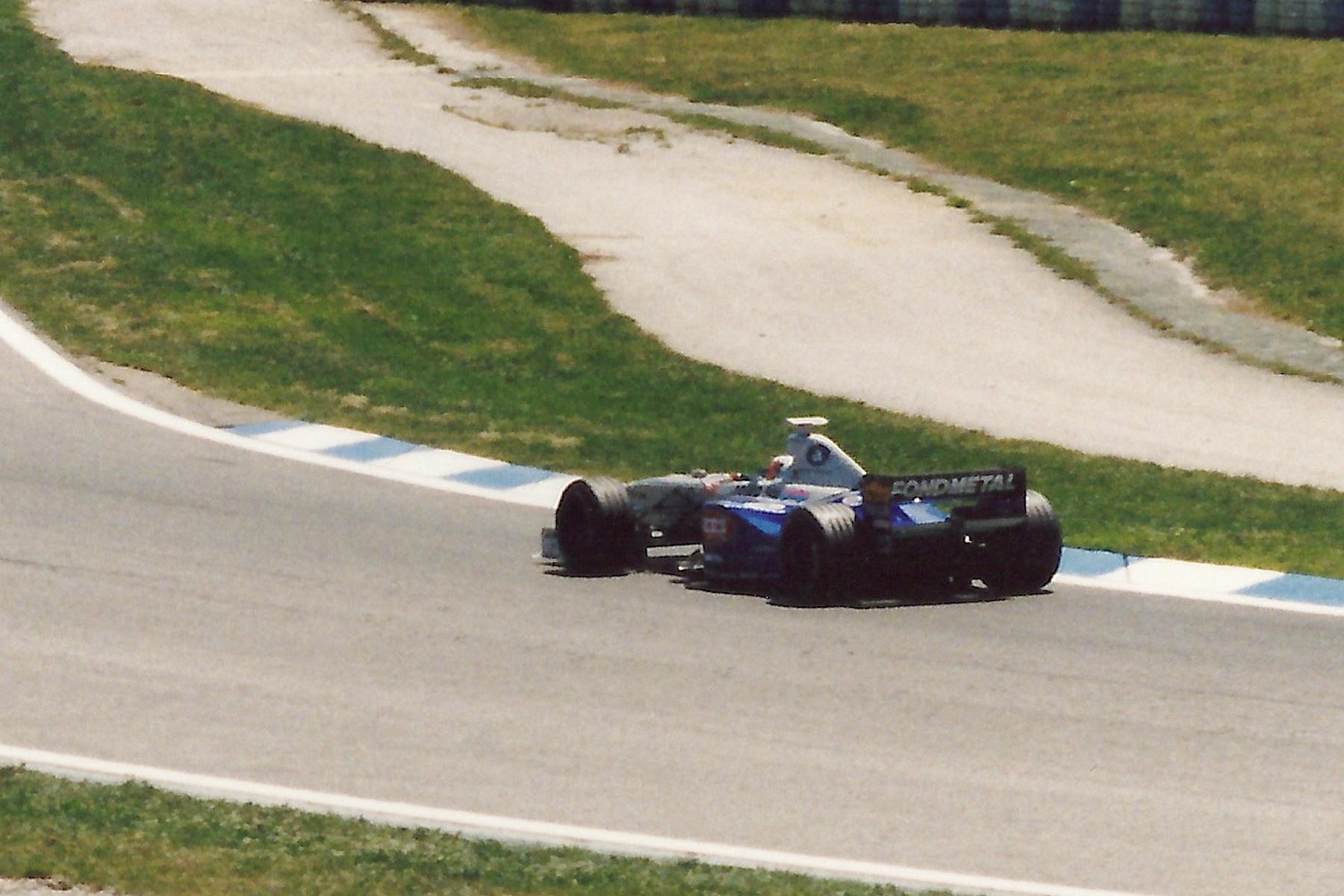
Shinji Nakano impegnato al Gran Premio di Spagna 1998; il giapponese ottenne il migliore risultato dell'anno per la Minardi con un settimo posto in Canada.

Il 1998 rappresentò per la Minardi un anno di transizione, in quanto il team decise di concentrarsi sulla stagione successiva. In vista di ciò vennero assunti Cesare Fiorio come direttore sportivo e i progettisti Gustav Brunner, di ritorno dalla Ferrari, e George Ryton, con un passato in Tyrrell e Brabham. L'arrivo dell'ingegnere austriaco, però, fu piuttosto tardivo e non partecipò, se non marginalmente, alla creazione della M198, che comunque utilizzava varie parti meccaniche già in uso nella stagione precedente. Il suo compito era infatti mettersi al lavoro per la monoposto che avrebbe gareggiato nel 1999. Cambiarono anche i piloti: entrarono in squadra Shinji Nakano e l'argentino Esteban Tuero; l'ingaggio del sudamericano, all'epoca nemmeno ventenne, suscitò però alcune polemiche legate soprattutto alla sua mancanza di esperienza e la FIA gli negò inizialmente la superlicenza. Solo dopo aver compiuto 2000 chilometri di test gli venne rilasciata.
Durante la stagione, mentre Nakano fu più regolare e sfiorò i punti in Canada dopo essersi issato fino al sesto posto, Tuero, complice anche la pressione subita dai media argentini che lo paragonavano a Carlos Reutemann, commise vari errori, anche di inesperienza, seppur alternati a qualche buona prestazione. Nessuno dei due riuscì comunque a ottenere punti e per il terzo anno consecutivo la squadra faentina chiuse la stagione senza risultati utili, chiudendo comunque decima nel mondiale costruttori davanti alla Tyrrell.
1999

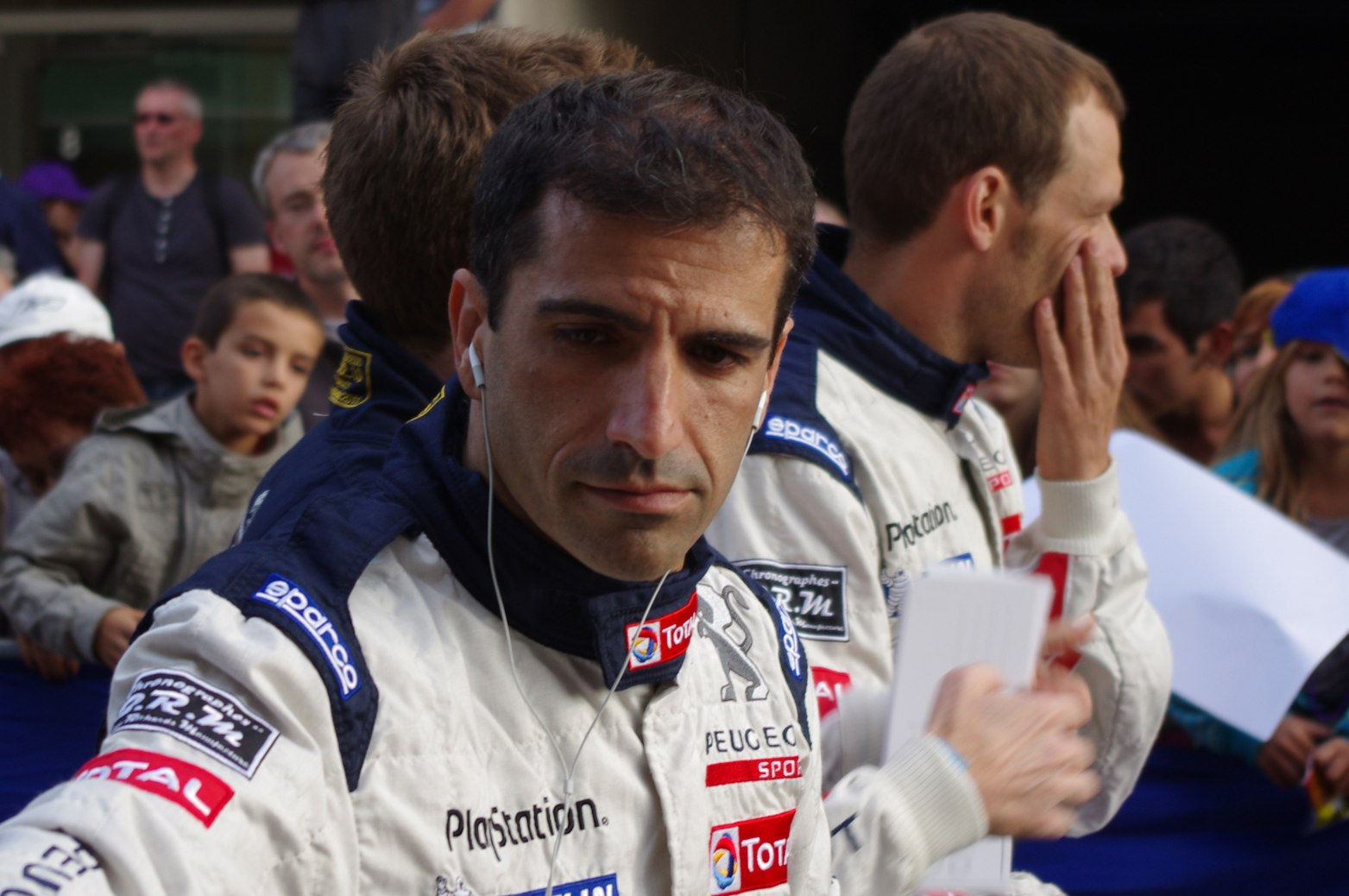
Marc Gené, qui fotografato nel 2011, riportò la Minardi a punti per la prima volta dal Gran Premio d'Australia 1995.

Il campionato 1999 iniziò con buone premesse: la nuova M01 era completamente rinnovata nell'aerodinamica e c'era stata l'entrata dello sponsor Telefónica che permise di incamerare ulteriori risorse. La compagnia telefonica spagnola aveva preteso l'assunzione del promettente Marc Gené, mentre nel ruolo di secondo pilota l'intenzione era di riconfermare Tuero, ma improvvisamente l'argentino decise di lasciare la Formula 1 senza dare spiegazioni sulle sue motivazioni; la Minardi virò quindi verso il collaudatore della Ferrari Luca Badoer. Nei piani del team l'obiettivo era di conquistare qualche punto, ma ancora una volta il maggiore handicap derivò dal poco potente propulsore della Ford, che erogava ben 90 CV in meno rispetto al motore della Ferrari; inoltre un altro limite era costituito dal fatto di poter eseguire pochi test.
In qualifica, infatti, la Minardi raramente andò oltre la penultima fila, con le eccezioni del Gran Premio di Germania, in cui Gené partì quindicesimo e della gara in Brasile, in cui fu Stéphane Sarrazin, che sostituiva l'infortunato Badoer, a qualificarsi diciassettesimo. Ad inizio settembre Telefónica decise di aumentare il proprio impegno finanziario nella scuderia portando ossigeno alle casse del team, anche se l'accordo venne formalizzato definitivamente solo a ottobre inoltrato. Poche settimane dopo, al Gran Premio d'Europa, in una gara confusionaria caratterizzata da condizioni mutevoli, Gené riportò a punti il team, arrivando sesto; nella stessa corsa Badoer era riuscito ad issarsi al quarto posto prima di essere costretto al ritiro per la rottura della trasmissione a pochi giri dal termine. Con questo piazzamento la Minardi chiuse il campionato di nuovo al decimo posto, ma questa volta a pari merito con la Arrows.
2000

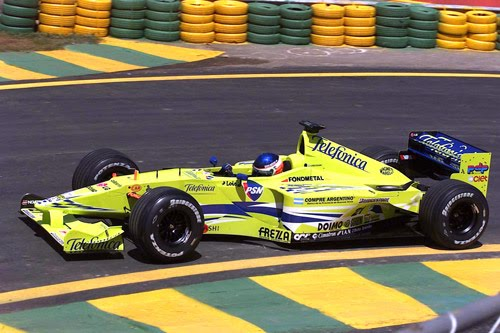
Gastón Mazzacane alla guida della sua M02, dall'inedita livrea che riprendeva i colori di Telefónica; il suo miglior risultato fu un ottavo posto.

Nonostante la boccata d'ossigeno del primo punto ottenuto dopo oltre tre anni, ancora una volta la squadra si trovò ad affrontare la nuova stagione con un budget di appena 50 milioni di dollari, ossia quasi sette volte meno di un team di alto livello. Brunner, vista la situazione, decise di introdurre diverse novità aerodinamiche sulla vettura, tanto che la M02 fu la monoposto con più soluzioni inedite dell'intero campionato. Il problema era che il progettista austriaco aveva cominciato il suo lavoro di progettazione sulla base del motore Supertec, per cui Rumi stava trattando la fornitura, ma che finì poi alla Arrows. Si dovette allora ripiegare nuovamente sui poco potenti Cosworth utilizzati anche la stagione precedente. In termini prestazionali lo svantaggio era evidente, visto che tale propulsore erogava 80 CV in meno del Supertec. Rumi tentò di ovviare al problema acquisendo anche il diritto a svilupparli tramite una squadra di tecnici appositamente messagli a disposizione. L'operazione, di fatto, era diretta ad una riduzione dei costi, visto che lo scopo era quello di rivendere il motore aggiornato a scuderie militanti in altre categorie dell'automobilismo, come il campionato sport prototipi, ma non portò ai risultati sperati. Infatti, sia il confermato Gené che il nuovo arrivato Mazzacane, sponsorizzato dalla PSN, si trovarono spesso a lottare nelle ultime posizioni e raramente si qualificarono oltre l'ultima fila.
Nell'estate del 2000 Rumi aveva intavolato trattative con Telefónica e PSN per la cessione della scuderia e contava di ottenere la fornitura dei propulsori Mecachrome per il 2001. La decisione di Renault di rientrare in massima serie come costruttore fecero però fallire il progetto e PSN decise di ritirare l'offerta fatta, andando a sponsorizzare la Prost, squadra a cui era passato Mazzacane. A questo punto la situazione economica di Minardi era sempre più critica e la sua sopravvivenza fortemente in bilico.

#### La cessione a Stoddart e gli ultimi anni (2001-2005)
2001

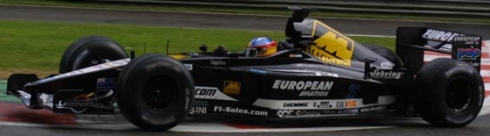
Fernando Alonso alla guida della PS01; il promettente spagnolo ottenne i migliori risultati della stagione per la Minardi, battendo anche avversari ben più quotati.

Venne poi trovato come acquirente l'australiano Paul Stoddart, già sponsor della squadra con il marchio European Aviation e che in passato aveva sponsorizzato anche Tyrrell e Arrows. Gian Carlo Minardi restò comunque durante tutti questi anni nella squadra con ruoli di primo piano, in particolare di selezione dei giovani piloti. L'acquisizione venne completata il 30 gennaio del 2001, ma ciò comportò l'impossibilità di preparare la vettura in tempo per i test invernali. La vettura debuttò, quindi, direttamente al Gran Premio d'Australia 2001. Stoddart promise, al momento dell'acquisizione, che nel giro di un quinquennio avrebbe portato la Minardi tra i team di vertice della Formula 1. Per avviare il nuovo ciclo, come piloti furono assunti il debuttante Fernando Alonso e Tarso Marques, che già aveva corso per il team faentino nel 1997.
La nuova monoposto della scuderia aveva, però, diversi limiti, principale dei quali un motore poco potente, il Ford Zetec-R, risalente al 1998 e ormai obsoleto. Viste le premesse quindi, la stagione si presentò particolarmente ardua e non si prevedevano grandi risultati. Nonostante ciò, il promettente Alonso riuscì spesso a mettersi in luce: a Imola riuscì a qualificarsi davanti a entrambe le Benetton, mentre al Gran Premio del Giappone chiuse undicesimo, mettendosi dietro piloti ben più esperti, in una prova che anni dopo Stoddart definì come «53 giri da qualifica». Più difficile la stagione di Marques, che mancò anche la qualifica al Gran Premio di Gran Bretagna e nelle ultime gare venne sostituito da Alex Yoong, sostenuto da una munifica dote di sponsor.
2002
Al fine di raccogliere fondi, Stoddart decise di confermare Alex Yoong (affiancandogli il debuttante Mark Webber), che già aveva disputato le ultime gare della stagione precedente; il malese era infatti sostenuto da vari sponsor, tra cui la città di Kuala Lumpur. Nonostante ciò, ancora una volta il budget del team non superava, almeno sulla carta, i 50 milioni di dollari, ossia circa un sesto delle disponibilità della Ferrari. Nell'autunno del 2002 Stoddart affermò che in realtà il team avrebbe corso utilizzando appena 17,5 milioni di dollari, meno della metà dei ricavi della McLaren. Viste quindi le esigue risorse a disposizione, venne stipulato un accordo con la Asiatech, che aveva acquisito alla fine della stagione 2000 i motori Peugeot con il diritto di svilupparli, che prevedeva la fornitura gratuita dei propulsori. Si trattava ancora una volta del motore meno potente del lotto, che scontava un handicap di oltre 60 CV verso quelli più potenti. Stoddart aveva inoltre tentato di acquistare i telai della fallita Prost, ma alla sua offerta venne preferita quella di Charles Nickerson, titolare della Phoenix Finance. A questo punto Gustav Brunner fu costretto a limitarsi ad aggiornare la vettura dell'anno precedente, rinnovandola nell'aerodinamica, anche se la maggior parte della componentistica era ormai obsoleta.

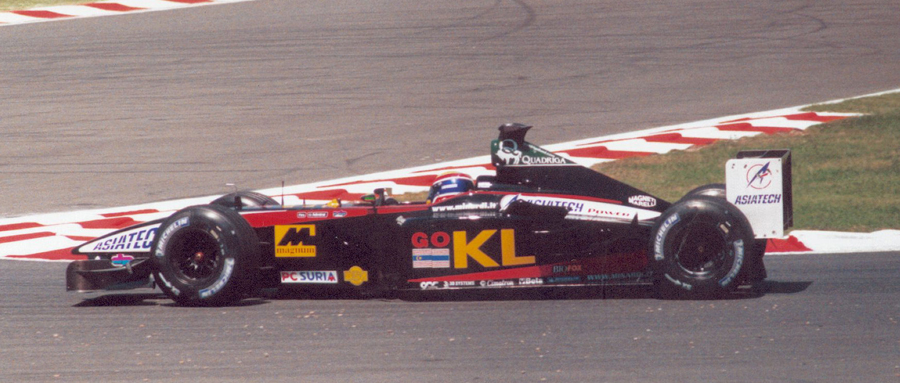
Mark Webber alla guida della PS02; al debutto nel mondiale l'australiano colse un sorprendente quinto posto, riportando la Minardi a punti dopo oltre due anni.

Nonostante ciò la scuderia ottenne ottimi risultati già al Gran Premio d'Australia, grazie ai numerosi ritiri dei piloti avversari. Yoong giunse al settimo posto dopo essere stato per diverso tempo davanti a Mika Salo, mentre Webber concluse la gara al quinto posto, portando i primi punti alla nuova Minardi di Stoddart; al termine della cerimonia di premiazione i due salirono sul podio ricevendo l'applauso da parte di tutto il pubblico presente. Inoltre, in alcuni gp, Webber riuscì a mettersi dietro le Arrows e le Jaguar in qualifica. Il risultato fu comunque un fuoco di paglia e i due piloti si trovavano spesso a lottare nelle ultime file. Al Gran Premio di Spagna venne poi toccato il punto più basso della stagione: a causa di svariate rotture negli alettoni posteriori durante le prove libere, si decise precauzionalmente di non correre e nessuno dei due piloti si qualificò. Se da un lato però Webber fu abbastanza regolare per tutto il campionato, Yoong incontrò difficoltà molto maggiori, tanto da fallire per tre volte la qualificazione e terminare appena cinque gare. Al fine di migliorare i suoi risultati e sottoporlo a una serie intensiva di test, venne sostituito per due gare da Anthony Davidson, dopo che erano stati presi contatti con Fernando Alonso, Bryan Herta e Justin Wilson. A fine anno i punti ottenuti da Webber furono comunque sufficienti per raggiungere il nono posto in classifica costruttori.
Durante la stagione, inoltre la Minardi andò incontro a una nuova crisi finanziaria, tanto che erano circolate voci della vendita del team a investitori arabi o britannici, anche se alla fine Stoddart rimase alla guida. Il patron ingaggiò inoltre un duro scontro con gli altri team manager, in particolare Ron Dennis e Frank Williams, per vedersi assegnare i diritti tv che spettavano alla Prost: siccome solo i primi dieci classificati tra i costruttori della stagione precedente avrebbero potuto accedere ai finanziamenti, il fallimento della squadra francese lasciava un posto libero che avrebbe potuto occupare Minardi. Facendo leva anche sulle difficoltà finanziarie del proprio team e sul fatto che dopo il fallimento della Arrows durante la stagione il circus non poteva permettersi di perdere altri competitor riuscì nel suo intento. Inoltre alla fine dell'estate venne raggiunto un accordo di sponsorizzazione con il colosso russo Gazprom, che sembrò garantire una certa stabilità economica alla squadra.
2003
Le buone prospettive a livello economico con cui si era chiusa la stagione precedente andarono però presto deluse: vari sponsor, tra cui la stessa Gazprom, non avevano pagato il corrispettivo dovuto e presto la Minardi si ritrovò nuovamente a corto di fondi. Stoddart decise comunque di mantenere gli adesivi sul telaio delle vetture aggiungendo la scritta "non pagato". Nonostante i contatti con vari investitori, solamente un accordo firmato a fine maggio con la Trust, che divenne sponsor principale, permise di avere una certa tranquillità finanziaria fino al termine del campionato. Inoltre Stoddart aveva cercato di farsi assegnare gran parte dei diritti tv spettanti alla Arrows; tali fondi non sarebbero stati però sufficienti per sviluppare adeguatamente la vettura. Per la costruzione della PS03 vennero infatti utilizzate varie componenti risalenti a vetture precedenti e le uniche modifiche riguardavano gli adattamenti dovuti al cambio del propulsore, il V10 Cosworth CR-3. Inoltre a ciò doveva aggiungersi l'ulteriore problema della fornitura gomme: dopo aver rifiutato il rinnovo contrattuale con Michelin, la Minardi si ritrovò senza un fornitore di pneumatici, visto che Bridgestone si era rifiutata di rifornirla in occasione dei test effettuati a Valencia e il team aveva dovuto usare le Avon delle Formula 3000. Solo poche settimane prima dell'inizio del campionato venne trovato un accordo con la casa giapponese, ma a causa delle tempistiche molto ristrette la squadra dovette affrontare le prime quattro gare con le gomme dell'anno precedente.

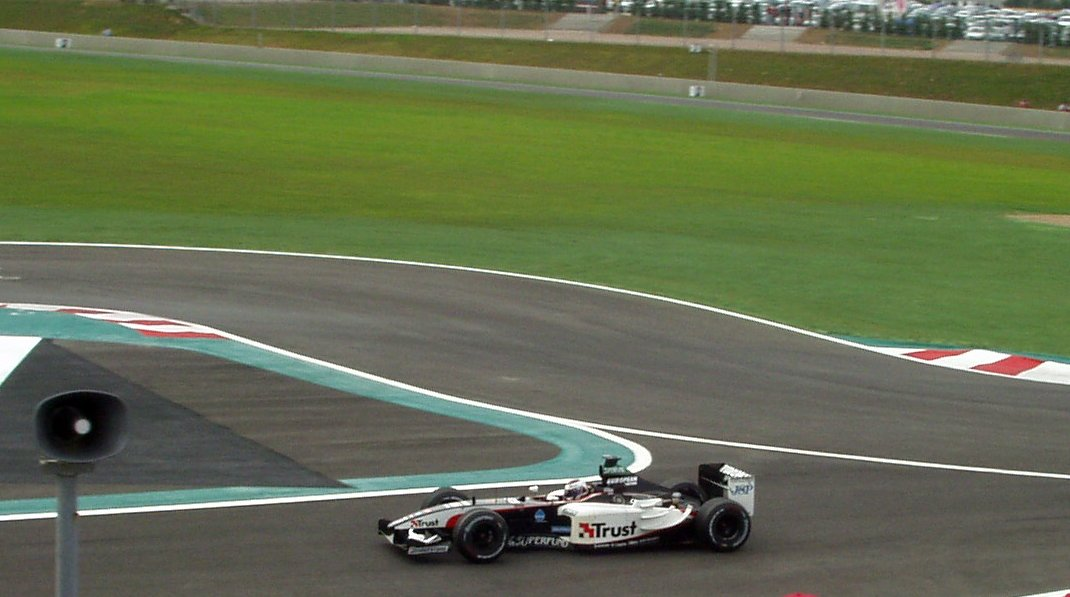
Jos Verstappen alla guida della PS03 in Francia; la livrea della vettura venne rinnovata a partire dal Gran Premio di Monaco a seguito della firma dell'accordo con la Trust, il cui logo è ben evidente sulle fiancate.

Data la situazione, quindi, la nuova monoposto venne presentata pochi giorni prima dell'inizio della stagione senza essere testata. I nuovi piloti, l'esperto Jos Verstappen e il debuttante Justin Wilson, si trovarono quindi a lottare nuovamente nelle ultime file dello schieramento. Mentre in pista i due piloti navigavano nelle zone basse della classifica, Stoddart fu protagonista di diverse polemiche con gli altri team manager: si scagliò in particolare contro Ron Dennis e Frank Williams, rei di non aver rispettato gli accordi firmati il 15 gennaio per il cambiamento dei regolamenti, che prevedevano la costituzione di un fondo per le squadre in difficoltà (poi saltato per l'opposizione dei due) e la spartizione tra Jordan e Minardi dei diritti tv spettanti alla Arrows. La tensione giunse al culmine durante il fine settimana del Gran Premio del Canada, durante il quale Stoddart si rifiutò di sottoscrivere i nuovi regolamenti proposti dalla FIA per cui era necessaria l'unanimità, adducendo il mancato introito previsto dall'accordo precedente e il rifiuto dei motoristi a fornire i propulsori al prezzo massimo di 10 milioni di euro. La vicenda parve essere risolta dall'intervento di Bernie Ecclestone che, secondo indiscrezioni circolate dalla stampa, sembrava avesse acquistato azioni della squadra faentina, anche se Stoddart nel 2005 dichiarò che aveva solamente espresso l'intenzione di farlo senza poi darvi alcun seguito. Tra l'altro, proprio nella gara canadese, la Minardi ottenne il miglior risultato stagionale con un nono posto di Verstappen, riuscito a qualificarsi in quindicesima posizione. Lo stesso Verstappen fu in grado di segnare il miglior tempo nelle qualifiche del venerdì del Gran Premio di Francia, sfruttando la pista che andava asciugandosi, portando la sua squadra per la prima volta in testa a una sessione cronometrata dal Gran Premio del Belgio 1989. Le qualifiche del sabato, però, disputate su pista asciutta lo relegarono nuovamente in fondo allo schieramento. A metà stagione Wilson, che aveva comunque ottenuto discrete prestazioni, venne chiamato dalla Jaguar per sostituire Antônio Pizzonia. Al suo posto entrò in squadra Nicolas Kiesa, che non ottenne particolari risultati.
La Minardi chiuse quindi la stagione senza aver colto alcun punto iridato e terminando all'ultimo posto nella classifica costruttori.
2004

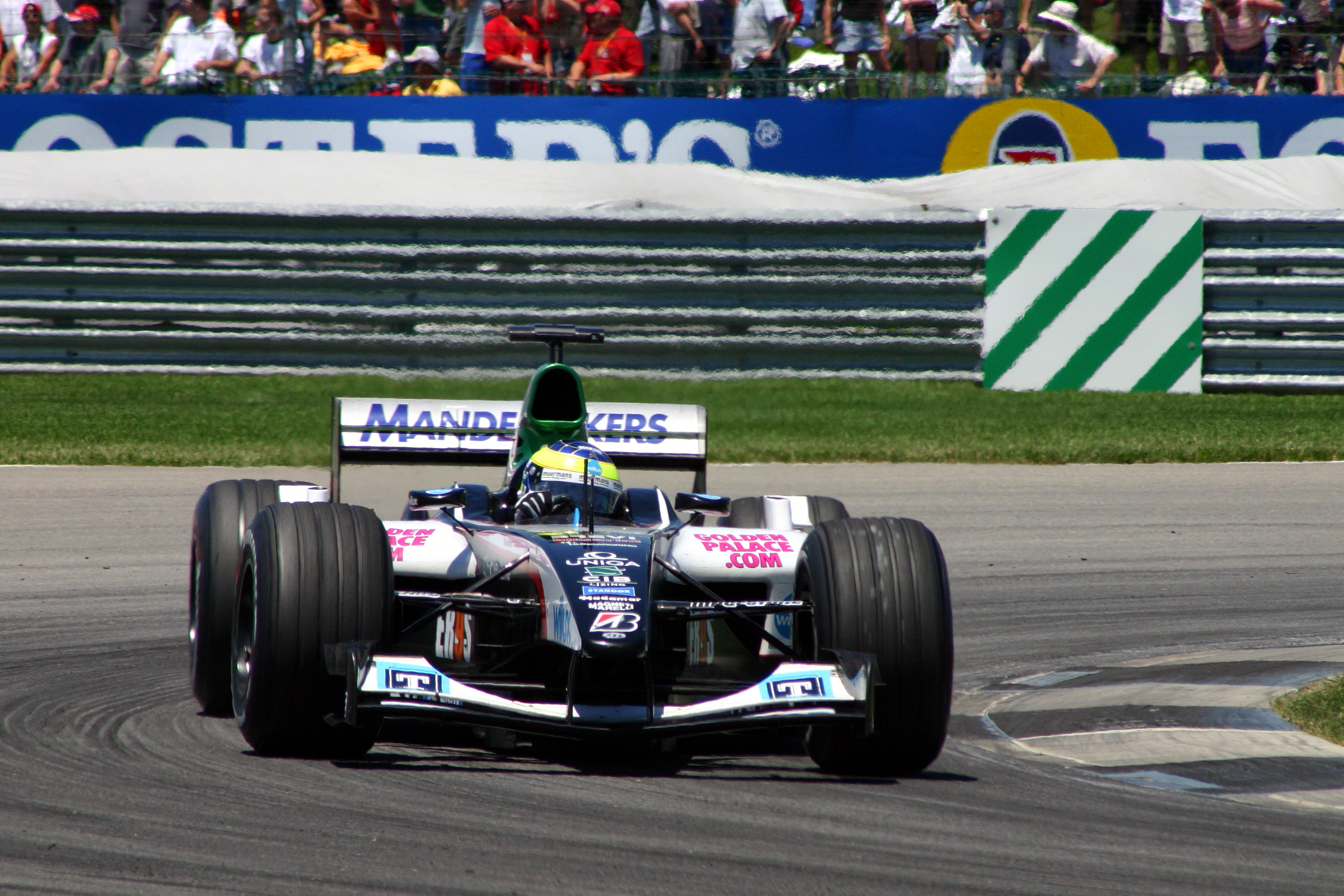
Zsolt Baumgartner impegnato al Gran Premio degli Stati Uniti 2004, in cui conquistò il suo unico punto in carriera.

I problemi economici della Minardi continuarono ad affacciarsi anche nel 2004, che rappresentava la ventesima stagione in Formula 1 per il piccolo team faentino. Stoddart era infatti in difficoltà finanziarie con la European Aviaton, tanto da essere costretto a effettuare pesanti tagli del personale, mentre la Trust aveva lasciato la squadra insieme a Verstappen. Riuscì comunque a raccogliere fondi dai nuovi sponsor Superfund e Wilux e da una serie di finanziatori minori portati dai nuovi piloti Gianmaria Bruni e Zsolt Baumgartner, quest'ultimo sostenuto economicamente dal governo ungherese. In totale Gian Carlo Minardi stimò il budget a disposizione sui 30 milioni di euro.
Viste le poche risorse, la nuova PS04B risultò essere nuovamente la vettura meno competitiva del lotto. A differenza però di quanto prospettato da diverse speculazioni giornalistiche non vennero utilizzati i telai della Arrows A23 acquistati da Stoddart alcuni mesi prima per l'elaborazione della monoposto, nonostante fossero stati eseguiti alcuni test con tali modelli, per l'occasione appositamente rinominati PS04. La PS04B altro non rappresentava se non l'evoluzione della precedente PS03, affinata aerodinamicamente. La vettura, oltre che lenta, si dimostrò molto inaffidabile; fu Bruni a essere colpito spesso da vari problemi, collezionando otto ritiri, tra cui quello in Cina, in cui la sua vettura prese fuoco durante il rifornimento. Baumgartner, pur essendo più lento sul giro, ottenne invece risultati migliori: dopo essere giunto nono a Monaco, riuscì a conquistare un punto al Gran Premio degli Stati Uniti, il primo da oltre due anni, favorito anche dai molti ritiri avvenuti in gara. Nonostante il risultato, poche settimane più tardi lo sponsor Wilux decise di abbandonare la squadra: la società olandese ruppe il contratto, ravvisandovi un inadempimento da parte di Minardi, a seguito della decisione del team di far correre le proprie vetture senza adesivi in occasione della gara in Gran Bretagna in segno di lutto per la morte del direttore sportivo Walton. La squadra concluse comunque la stagione senza ottenere altri punti e risultò decima nel campionato costruttori.
2005

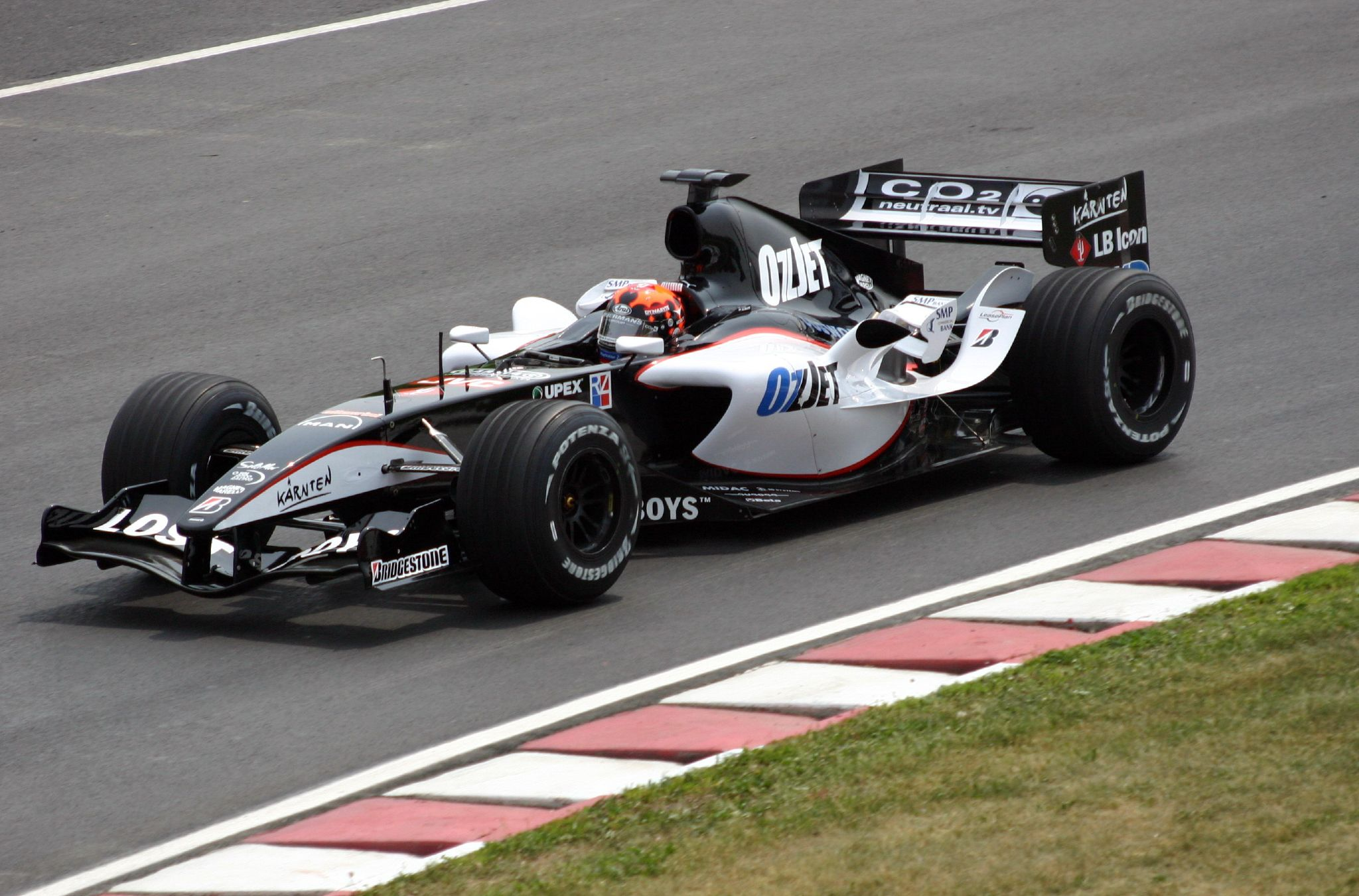
Christijan Albers con la Minardi nel, ultima stagione di attività della scuderia prima della cessione.

Fu solo nel 2005 che la Minardi riuscì a mettere in pista (favorita anche dai cambi di regolamento) una vettura completamente nuova, la PS05, spinta da un motore Cosworth TJ ultima serie; ciò nonostante la Minardi non riuscì ad ottenere piazzamenti, se si esclude il 5º e 6º posto colto al Gran Premio degli Stati Uniti corso da sole sei vetture, e la squadra venne messa in vendita. La vendita si rese necessaria anche sotto la spinta del potenziale arrivo in F1 di nuovi team che, sicuramente, avrebbero ridotto ulteriormente le risorse a disposizione. Alla fine della stagione, la squadra chiuse comunque con 7 punti, eguagliando il risultato del 1993.

#### Cessione alla Red Bull e trasformazione in Scuderia Toro Rosso (2006)
Il 10 settembre 2005 la squadra viene ceduta alla Red Bull, che la trasforma nella Scuderia Toro Rosso, affiancata alla già esistente Red Bull Racing allo scopo di far debuttare in Formula 1 i giovani piloti del Red Bull Driver Search. Nel contratto di cessione venne garantita la permanenza dell'azienda a Faenza per almeno due anni. Capo scuderia fu nominato Franz Tost; dopo pochi mesi l'ex-pilota Gerhard Berger acquistò metà del pacchetto azionario della squadra.

### Il ritorno nelle formule minori

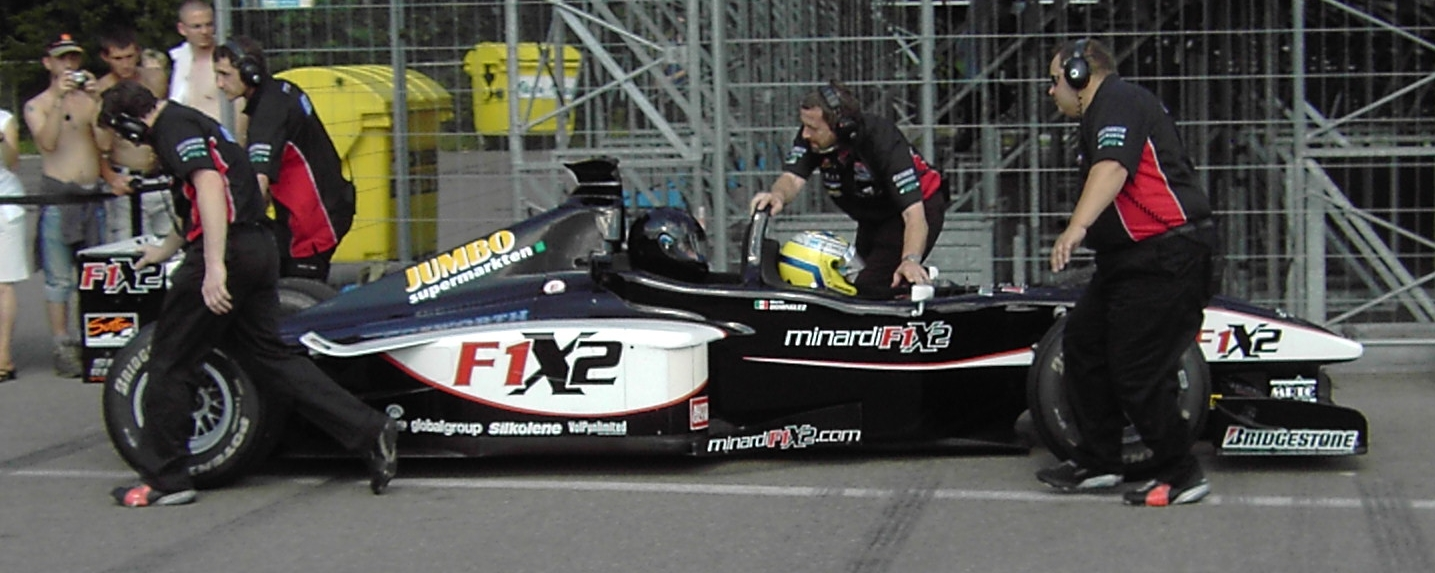
La Minardi biposto F1x2

All'inizio del 2006 Gian Carlo Minardi ritorna in possesso del nome storico Minardi e unendosi alla squadra GP Racing, fondata da Mauro Loro e Tancredi Pagiaro nel 1997, e fa nascere il Minardi Team by GP Racing che gareggia nella nuova serie europea di Formula 3000, erede diretta della serie italiana in cui gareggiava la GP Racing. I colori saranno i tradizionali colori Minardi giallo e nero e i piloti Roldàn Rodriguez, Juan Cáceres e Tuka Rocha. Prima della gara di Barcellona Caceres abbandona il Minardi Team e il suo posto viene preso dal pilota italiano Davide Rigon.
Inoltre, insieme al nuovo Minardi Team By GP Racing nasce anche il MinardiBlog, il Blog ufficiale del Minardi Team.
La prima stagione del Minardi Team By Gp Racing nel campionato Euroseries 3000 termina con 3 vittorie (Silverstone, Barcellona e Vallelunga) e il secondo posto nella classifica dei team con 129 punti.
Il 2007 invece, vede una fantastica stagione per il Minardi Team by GP Racing, con la conquista del campionato team (185 punti) e di quello piloti, con Davide Rigon, con 108 punti.
Secondo classificato nella classifica piloti il compagno di squadra Diego Nunes (77 punti).
Il 2 ottobre nasce il Minardi Team by Piquet Sports che parteciperà al campionato di GP2 a partire dal 2007.
I colori di questo nuovo team saranno i classici Minardi, e cioè il blu e il giallo. I piloti saranno il brasiliano Alexandre Negrao e lo spagnolo Roldan Rodriguez.
Gli auspici sono buoni nella prima gara in GP2 in Bahrein ha conquistato in qualifica la prima fila con il brasiliano Negrao mentre già nella seconda gara in Spagna lo spagnolo Rodriguez ha conquistato i primi punti (4º posto).
Nel 2007 le scuderia che si legano al nome e alla storia Minardi diventano tre, grazie alla collaborazione con la scuderia di Angelo Corbetta: nasce così il Team Minardi by Corbetta Competizioni che milita nei campionati di Formula Azzurra e Formula 3 Italia
Nel 2008 Gian Carlo Minardi e Tancredo Pagiari (Tancredi Pagiaro) terminano la loro collaborazione e quindi per il 2008 la Minardi correrà solo in Formula 3 Italia e Formula Azzurra.
La GP racing continuerà in Euroseries 3000 con il proprio nome (GP Racing) mentre in GP2 avrà solo il nome Piquet Sports.
Giovanni Minardi, figlio di Gian Carlo, passa dal team GP Racing (con cui ha vinto il campionato nel 2007) alla Scuderia PlayTeam.
Con la nuova stagione (2009) la famiglia del Team Minardi si allarga ed entra ufficialmente anche nel mondo del Kart, il primissimo passo che ogni campione del futuro affronta prima di arrivare al grande circus della Formula 1: dopo il BVM Minardi, impegnato nel Campionato Italiano di Formula Renault 2.0 ed Eurocup, e il Team Minardi by Corbetta Competizioni con il suo progetto in Formula Azzurra e Formula 3 nazionale, nasce il Minardi by Blu Racing Team di Stefano Brena.
Il neonato team prenderà parte al Campionato Area Nord - Trofeo Easykart - nelle classi 50cc-60cc-100cc-125cc e alle Finali europee in Polonia (23 agosto - Miedziana Góra), italiana (27 settembre – Pomposa) e internazionale (18 ottobre – Siena) con i suoi portabandiera Alessandra Brena (classe 1995 – 100 cm³), Alessandro Ruggeri (classe 1990 – 125 cm³), Alessandro Tagliacollo (classe 1996 – 100 cm³), Nicola Sciaguato (classe 1995 – 100 cm³), l'esordiente Guido Sciaguato (classe 1997 – 60 cm³), Pezzoni Stefano e Giganti Gabriele.
Sul lato piloti la famiglia Minardi è composta dal campione in carica Superleague Formula Davide Rigon (campione italiano ed europeo di F.3000 nel 2007) e attuale pilota GP2 Main Series, dal Campione Italiano GT 2008 Gabriele Lancieri, Campione Italiano Renault Clio RS Luca Casadei, da lady Alessandra Neri e dalle new entry Daniel Zampieri e Salvatore Cicatelli.

### Storia recente (2020)
Nel 2020 il team cambia nome in Scuderia Alphatauri, cambiando nuovamente nel 2024 sotto il nome di Visa Cash App Racing Bulls. 

## Risultati completi
| Anno | Vettura | Motore                                   | Gomme | Piloti  |     |     |     |    |     |     |     |     |    |     |     |     |    |     |     |   |  |  |  | Punti | Pos. |
| ---- | ------- | ---------------------------------------- | ----- | ------- | --- | --- | --- | -- | --- | --- | --- | --- | -- | --- | --- | --- | -- | --- | --- | - |  |  |  | ----- | ---- |
| 1985 | M185    | Ford Cosworth DFY, Motori Moderni 615-90 | P     | Martini | Rit | Rit | Rit | NQ | Rit | Rit | Rit | Rit | 11 | Rit | Rit | Rit | 12 | Rit | Rit | 8 |  |  |  | 0     | 18º  |

| Anno | Vettura      | Motore                | Gomme | Piloti     |     |     |     |    |     |     |     |     |     |     |     |     |     |     |    |     |  |  |  | Punti | Pos. |
| ---- | ------------ | --------------------- | ----- | ---------- | --- | --- | --- | -- | --- | --- | --- | --- | --- | --- | --- | --- | --- | --- | -- | --- |  |  |  | ----- | ---- |
| 1986 | M185B e M186 | Motori Moderni 615-90 | P     | De Cesaris | Rit | Rit | Rit | NQ | Rit | Rit | Rit | Rit | Rit | Rit | Rit | Rit | Rit | Rit | 8  | Rit |  |  |  | 0     | 15º  |
| 1986 | M185B e M186 | Motori Moderni 615-90 | P     | Nannini    | Rit | Rit | Rit | NQ | Rit | Rit | Rit | Rit | Rit | Rit | Rit | Rit | Rit | NC  | 14 | Rit |  |  |  | 0     | 15º  |

| Anno | Vettura | Motore                | Gomme | Piloti  |     |     |     |     |     |     |     |     |     |     |     |     |     |     |     |     |  |  |  | Punti | Pos. |
| ---- | ------- | --------------------- | ----- | ------- | --- | --- | --- | --- | --- | --- | --- | --- | --- | --- | --- | --- | --- | --- | --- | --- |  |  |  | ----- | ---- |
| 1987 | M187    | Motori Moderni 615-90 | G     | Campos  | SQ  | Rit | Rit | NP  | Rit | Rit | Rit | Rit | Rit | Rit | Rit | Rit | 14  | Rit | Rit | Rit |  |  |  | 0     |      |
| 1987 | M187    | Motori Moderni 615-90 | G     | Nannini | Rit | Rit | Rit | Rit | Rit | Rit | Rit | Rit | 11  | Rit | 16  | 11  | Rit | Rit | Rit | Rit |  |  |  | 0     |      |

| Anno | Vettura | Motore            | Gomme | Piloti     |     |    |     |    |    |     |    |     |    |     |    |     |     |     |    |     |  |  |  | Punti | Pos. |
| ---- | ------- | ----------------- | ----- | ---------- | --- | -- | --- | -- | -- | --- | -- | --- | -- | --- | -- | --- | --- | --- | -- | --- |  |  |  | ----- | ---- |
| 1988 | M188    | Ford-Cosworth DFZ | G     | Campos     | Rit | 16 | NQ  | NQ | NQ |     |    |     |    |     |    |     |     |     |    |     |  |  |  | 1     | 10º  |
| 1988 | M188    | Ford-Cosworth DFZ | G     | Martini    |     |    |     |    |    | 6   | 15 | 15  | NQ | Rit | NQ | Rit | Rit | Rit | 13 | 7   |  |  |  | 1     | 10º  |
| 1988 | M188    | Ford-Cosworth DFZ | G     | Pérez-Sala | Rit | 11 | Rit | 11 | 13 | Rit | NC | Rit | NQ | 10  | NQ | Rit | 8   | 12  | 15 | Rit |  |  |  | 1     | 10º  |

| Anno | Vettura      | Motore   | Gomme | Piloti     |     |     |     |     |     |     |     |   |    |     |    |   |    |     |     |    |  |  |  | Punti | Pos. |
| ---- | ------------ | -------- | ----- | ---------- | --- | --- | --- | --- | --- | --- | --- | - | -- | --- | -- | - | -- | --- | --- | -- |  |  |  | ----- | ---- |
| 1989 | M188B e M189 | Ford DFR | P     | Martini    | Rit | Rit | Rit | Rit | Rit | Rit | Rit | 5 | 9  | Rit | 9  | 7 | 5  | Rit |     | 6  |  |  |  | 6     | 11º  |
| 1989 | M188B e M189 | Ford DFR | P     | Barilla    |     |     |     |     |     |     |     |   |    |     |    |   |    |     | Rit |    |  |  |  | 6     | 11º  |
| 1989 | M188B e M189 | Ford DFR | P     | Pérez-Sala | Rit | Rit | Rit | NQ  | Rit | Rit | NQ  | 6 | NQ | Rit | 15 | 8 | 12 | Rit | Rit | NQ |  |  |  | 6     | 11º  |

| Anno | Vettura      | Motore   | Gomme | Piloti     |     |     |    |     |     |    |     |     |     |     |     |     |    |     |     |     |  |  |  | Punti | Pos. |
| ---- | ------------ | -------- | ----- | ---------- | --- | --- | -- | --- | --- | -- | --- | --- | --- | --- | --- | --- | -- | --- | --- | --- |  |  |  | ----- | ---- |
| 1990 | M189B e M190 | Ford DFR | P     | Martini    | 7   | 9   | NP | Rit | Rit | 12 | Rit | Rit | Rit | Rit | 15  | Rit | 11 | Rit | 8   | 9   |  |  |  | 0     |      |
| 1990 | M189B e M190 | Ford DFR | P     | Barilla    | Rit | Rit | 11 | Rit | NQ  | 14 | NQ  | 12  | Rit | 15  | Rit | NQ  | NQ | NQ  |     |     |  |  |  | 0     |      |
| 1990 | M189B e M190 | Ford DFR | P     | Morbidelli |     |     |    |     |     |    |     |     |     |     |     |     |    |     | Rit | Rit |  |  |  | 0     |      |

| Anno | Vettura | Motore      | Gomme | Piloti     |     |     |     |     |     |     |     |    |     |     |     |     |   |    |     |     |  |  |  | Punti | Pos. |
| ---- | ------- | ----------- | ----- | ---------- | --- | --- | --- | --- | --- | --- | --- | -- | --- | --- | --- | --- | - | -- | --- | --- |  |  |  | ----- | ---- |
| 1991 | M191    | Ferrari 037 | G     | Martini    | 9   | Rit | 4   | 12  | 7   | Rit | 9   | 9  | Rit | Rit | 12  | Rit | 4 | 13 | Rit | Rit |  |  |  | 6     | 7º   |
| 1991 | M191    | Ferrari 037 | G     | Morbidelli | Rit | 8   | Rit | Rit | Rit | 7   | Rit | 11 | Rit | 13  | Rit | 9   | 9 | 14 | Rit |     |  |  |  | 6     | 7º   |
| 1991 | M191    | Ferrari 037 | G     | Moreno     |     |     |     |     |     |     |     |    |     |     |     |     |   |    |     | 16  |  |  |  | 6     | 7º   |

| Anno | Vettura | Motore             | Gomme | Piloti     |     |     |     |     |     |     |    |    |    |     |    |    |     |    |    |    |  |  |  | Punti | Pos. |
| ---- | ------- | ------------------ | ----- | ---------- | --- | --- | --- | --- | --- | --- | -- | -- | -- | --- | -- | -- | --- | -- | -- | -- |  |  |  | ----- | ---- |
| 1992 | M192    | Lamborghini LE3512 | G     | Fittipaldi | Rit | Rit | Rit | 11  | Rit | 8   | 13 | NQ |    |     |    | NQ | NQ  | 12 | 6  | 9  |  |  |  | 1     | 12º  |
| 1992 | M192    | Lamborghini LE3512 | G     | Zanardi    |     |     |     |     |     |     |    |    | NQ | Rit | NQ |    |     |    |    |    |  |  |  | 1     | 12º  |
| 1992 | M192    | Lamborghini LE3512 | G     | Morbidelli | Rit | Rit | 7   | Rit | Rit | Rit | 11 | 8  | 17 | 12  | NQ | 16 | Rit | 14 | 14 | 10 |  |  |  | 1     | 12º  |

| Anno | Vettura | Motore    | Gomme | Piloti     |     |     |   |     |     |    |     |     |     |    |     |     |   |   |     |     |  |  |  | Punti | Pos. |
| ---- | ------- | --------- | ----- | ---------- | --- | --- | - | --- | --- | -- | --- | --- | --- | -- | --- | --- | - | - | --- | --- |  |  |  | ----- | ---- |
| 1993 | M193    | Ford HBC6 | G     | Fittipaldi | 4   | Rit | 7 | Rit | 8   | 5  | 9   | 8   | 12  | 11 | Rit | Rit | 8 | 9 |     |     |  |  |  | 7     | 8º   |
| 1993 | M193    | Ford HBC6 | G     | Gounon     |     |     |   |     |     |    |     |     |     |    |     |     |   |   | Rit | Rit |  |  |  | 7     | 8º   |
| 1993 | M193    | Ford HBC6 | G     | Barbazza   | Rit | Rit | 6 | 6   | Rit | 11 | Rit | Rit |     |    |     |     |   |   |     |     |  |  |  | 7     | 8º   |
| 1993 | M193    | Ford HBC6 | G     | Martini    |     |     |   |     |     |    |     |     | Rit | 14 | Rit | Rit | 7 | 8 | 10  | Rit |  |  |  | 7     | 8º   |

| Anno | Vettura      | Motore      | Gomme | Piloti   |     |     |     |     |     |    |     |     |     |     |   |     |    |    |     |     |  |  |  | Punti | Pos. |
| ---- | ------------ | ----------- | ----- | -------- | --- | --- | --- | --- | --- | -- | --- | --- | --- | --- | - | --- | -- | -- | --- | --- |  |  |  | ----- | ---- |
| 1994 | M193B e M194 | Ford HBC7/8 | G     | Martini  | 8   | Rit | Rit | Rit | 5   | 9  | 5   | 10  | Rit | Rit | 8 | Rit | 12 | 15 | Rit | 9   |  |  |  | 5     | 10º  |
| 1994 | M193B e M194 | Ford HBC7/8 | G     | Alboreto | Rit | Rit | Rit | 6   | Rit | 11 | Rit | Rit | Rit | 7   | 9 | Rit | 13 | 14 | Rit | Rit |  |  |  | 5     | 10º  |

| Anno | Vettura | Motore   | Gomme | Piloti  |     |     |    |     |     |     |     |    |     |   |     |     |     |    |    |    |     |  |  | Punti | Pos. |
| ---- | ------- | -------- | ----- | ------- | --- | --- | -- | --- | --- | --- | --- | -- | --- | - | --- | --- | --- | -- | -- | -- | --- |  |  | ----- | ---- |
| 1995 | M195    | Ford EDM | G     | Martini | Rit | Rit | 12 | 14  | 7   | Rit | Rit | 7  | Rit |   |     |     |     |    |    |    |     |  |  | 1     | 10º  |
| 1995 | M195    | Ford EDM | G     | Lamy    |     |     |    |     |     |     |     |    |     | 9 | 10  | Rit | Rit | 9  | 13 | 11 | 6   |  |  | 1     | 10º  |
| 1995 | M195    | Ford EDM | G     | Badoer  | Rit | NP  | 14 | Rit | Rit | 8   | 13  | 10 | Rit | 8 | Rit | Rit | 14  | 11 | 15 | 9  | Rit |  |  | 1     | 10º  |

| Anno | Vettura | Motore   | Gomme | Piloti     |     |     |     |    |     |     |     |     |     |     |    |     |    |     |    |    |  |  |  | Punti | Pos. |
| ---- | ------- | -------- | ----- | ---------- | --- | --- | --- | -- | --- | --- | --- | --- | --- | --- | -- | --- | -- | --- | -- | -- |  |  |  | ----- | ---- |
| 1996 | M195B   | Ford EDM | G     | Lamy       | Rit | 10  | Rit | 12 | 9   | Rit | Rit | Rit | 12  | Rit | 12 | Rit | 10 | Rit | 16 | 12 |  |  |  | 0     |      |
| 1996 | M195B   | Ford EDM | G     | Fisichella | Rit |     |     | 13 | Rit | Rit | Rit | 8   | Rit | 11  |    |     |    |     |    |    |  |  |  | 0     |      |
| 1996 | M195B   | Ford EDM | G     | Marques    |     | Rit | Rit |    |     |     |     |     |     |     |    |     |    |     |    |    |  |  |  | 0     |      |
| 1996 | M195B   | Ford EDM | G     | Lavaggi    |     |     |     |    |     |     |     |     |     |     | NQ | 10  | NQ | Rit | 15 | NQ |  |  |  | 0     |      |

| Anno | Vettura | Motore       | Gomme | Piloti   |     |    |     |    |     |     |     |     |     |     |    |     |     |    |     |     |    |  |  | Punti | Pos. |
| ---- | ------- | ------------ | ----- | -------- | --- | -- | --- | -- | --- | --- | --- | --- | --- | --- | -- | --- | --- | -- | --- | --- | -- |  |  | ----- | ---- |
| 1997 | M197    | Hart 830 AV7 | B     | Katayama | Rit | 18 | Rit | 11 | 10  | Rit | Rit | 11  | Rit | Rit | 10 | 14  | Rit | 11 | Rit | Rit | 17 |  |  | 0     |      |
| 1997 | M197    | Hart 830 AV7 | B     | Trulli   | 9   | 12 | 9   | NP | Rit | 15  | Rit |     |     |     |    |     |     |    |     |     |    |  |  | 0     |      |
| 1997 | M197    | Hart 830 AV7 | B     | Marques  |     |    |     |    |     |     |     | Rit | 10  | Rit | 12 | Rit | 14  | ES | Rit | Rit | 15 |  |  | 0     |      |

| Anno | Vettura | Motore          | Gomme | Piloti |     |     |     |     |    |     |     |     |     |     |     |     |     |     |     |     |  |  |  | Punti | Pos. |
| ---- | ------- | --------------- | ----- | ------ | --- | --- | --- | --- | -- | --- | --- | --- | --- | --- | --- | --- | --- | --- | --- | --- |  |  |  | ----- | ---- |
| 1998 | M198    | Ford JD Zetec-R | B     | Nakano | Rit | Rit | 13  | Rit | 14 | 9   | 7   | 17  | 8   | 11  | Rit | 15  | 8   | Rit | 15  | Rit |  |  |  | 0     |      |
| 1998 | M198    | Ford JD Zetec-R | B     | Tuero  | Rit | Rit | Rit | 8   | 15 | Rit | Rit | Rit | Rit | Rit | 16  | Rit | Rit | 11  | Rit | Rit |  |  |  | 0     |      |

| Anno | Vettura | Motore           | Gomme | Piloti   |     |     |   |     |     |    |     |     |    |    |    |     |     |     |     |     |  |  |  | Punti | Pos. |
| ---- | ------- | ---------------- | ----- | -------- | --- | --- | - | --- | --- | -- | --- | --- | -- | -- | -- | --- | --- | --- | --- | --- |  |  |  | ----- | ---- |
| 1999 | M01     | Ford VJM Zetec-R | B     | Badoer   | Rit |     | 8 | Rit | Rit | 10 | 10  | Rit | 13 | 10 | 14 | Rit | Rit | Rit | Rit | Rit |  |  |  | 1     | 10º  |
| 1999 | M01     | Ford VJM Zetec-R | B     | Sarrazin |     | Rit |   |     |     |    |     |     |    |    |    |     |     |     |     |     |  |  |  | 1     | 10º  |
| 1999 | M01     | Ford VJM Zetec-R | B     | Gené     | Rit | 9   | 9 | Rit | Rit | 8  | Rit | 15  | 11 | 9  | 17 | 16  | Rit | 6   | 9   | Rit |  |  |  | 1     | 10º  |

| Anno | Vettura | Motore    | Gomme | Piloti    |     |     |     |    |    |     |     |    |     |    |     |     |    |    |     |     |     |  |  | Punti | Pos. |
| ---- | ------- | --------- | ----- | --------- | --- | --- | --- | -- | -- | --- | --- | -- | --- | -- | --- | --- | -- | -- | --- | --- | --- |  |  | ----- | ---- |
| 2000 | M02     | Fondmetal | B     | Gené      | 8   | Rit | Rit | 14 | 14 | Rit | Rit | 16 | 15  | 8  | Rit | 15  | 14 | 9  | 12  | Rit | Rit |  |  | 0     | 10º  |
| 2000 | M02     | Fondmetal | B     | Mazzacane | Rit | 10  | 13  | 15 | 15 | 8   | Rit | 12 | Rit | 12 | 11  | Rit | 17 | 10 | Rit | 15  | 13  |  |  | 0     | 10º  |

| Anno | Vettura | Motore       | Gomme | Piloti  |     |    |     |     |    |     |     |     |     |    |    |     |     |    |     |     |    |  |  | Punti | Pos. |
| ---- | ------- | ------------ | ----- | ------- | --- | -- | --- | --- | -- | --- | --- | --- | --- | -- | -- | --- | --- | -- | --- | --- | -- |  |  | ----- | ---- |
| 2001 | PS01    | Ford Zetec-R | M     | Marques | Rit | 14 | 9   | Rit | 16 | Rit | Rit | 9   | Rit | 15 | NQ | Rit | Rit | 13 |     |     |    |  |  | 0     | 11º  |
| 2001 | PS01    | Ford Zetec-R | M     | Yoong   |     |    |     |     |    |     |     |     |     |    |    |     |     |    | Rit | Rit | 16 |  |  | 0     | 11º  |
| 2001 | PS01    | Ford Zetec-R | M     | Alonso  | 12  | 13 | Rit | Rit | 13 | Rit | Rit | Rit | 14  | 17 | 16 | 10  | Rit | NP | 13  | Rit | 11 |  |  | 0     | 11º  |

| Anno | Vettura | Motore        | Gomme | Piloti   |   |     |    |    |    |     |     |    |     |     |    |     |     |     |     |     |     |  |  | Punti | Pos. |
| ---- | ------- | ------------- | ----- | -------- | - | --- | -- | -- | -- | --- | --- | -- | --- | --- | -- | --- | --- | --- | --- | --- | --- |  |  | ----- | ---- |
| 2002 | PS02    | Asiatech AT02 | M     | Yoong    | 7 | Rit | 13 | NQ | NP | Rit | Rit | 14 | Rit | NQ  | 10 | NQ  |     |     | 13  | Rit | Rit |  |  | 2     | 9º   |
| 2002 | PS02    | Asiatech AT02 | M     | Davidson |   |     |    |    |    |     |     |    |     |     |    |     | Rit | Rit |     |     |     |  |  | 2     | 9º   |
| 2002 | PS02    | Asiatech AT02 | M     | Webber   | 5 | Rit | 11 | 11 | NP | 12  | 11  | 11 | 15  | Rit | 8  | Rit | 16  | Rit | Rit | Rit | 10  |  |  | 2     | 9º   |

| Anno | Vettura | Motore        | Gomme | Piloti     |     |     |     |     |    |     |     |     |    |    |    |     |    |     |    |    |  |  |  | Punti | Pos. |
| ---- | ------- | ------------- | ----- | ---------- | --- | --- | --- | --- | -- | --- | --- | --- | -- | -- | -- | --- | -- | --- | -- | -- |  |  |  | ----- | ---- |
| 2003 | PS03    | Cosworth CR-3 | B     | Wilson     | Rit | Rit | Rit | Rit | 11 | 13  | Rit | Rit | 13 | 14 | 16 |     |    |     |    |    |  |  |  | 0     | 10º  |
| 2003 | PS03    | Cosworth CR-3 | B     | Kiesa      |     |     |     |     |    |     |     |     |    |    |    | 12  | 13 | 12  | 11 | 16 |  |  |  | 0     | 10º  |
| 2003 | PS03    | Cosworth CR-3 | B     | Verstappen | 11  | 13  | Rit | Rit | 12 | Rit | Rit | 9   | 14 | 16 | 15 | Rit | 12 | Rit | 10 | 15 |  |  |  | 0     | 10º  |

| Anno | Vettura | Motore        | Gomme | Piloti      |     |    |     |     |     |     |    |     |     |     |     |    |    |     |     |     |     |    |  | Punti | Pos. |
| ---- | ------- | ------------- | ----- | ----------- | --- | -- | --- | --- | --- | --- | -- | --- | --- | --- | --- | -- | -- | --- | --- | --- | --- | -- |  | ----- | ---- |
| 2004 | PS04B   | Cosworth CR-3 | B     | Bruni       | Rit | 14 | 17  | Rit | Rit | Rit | 14 | Rit | Rit | 18  | 16  | 17 | 14 | Rit | Rit | Rit | 16  | 17 |  | 1     | 10º  |
| 2004 | PS04B   | Cosworth CR-3 | B     | Baumgartner | Rit | 16 | Rit | 15  | Rit | 9   | 15 | 10  | 8   | Rit | Rit | 16 | 15 | Rit | 15  | 16  | Rit | 16 |  | 1     | 10º  |

| Anno | Vettura      | Motore          | Gomme | Piloti     |     |     |    |     |     |     |    |     |   |     |    |    |     |     |    |    |     |    |    | Punti | Pos. |
| ---- | ------------ | --------------- | ----- | ---------- | --- | --- | -- | --- | --- | --- | -- | --- | - | --- | -- | -- | --- | --- | -- | -- | --- | -- | -- | ----- | ---- |
| 2005 | PS04B e PS05 | Cosworth TJ2005 | B     | Friesacher | 17  | Rit | 12 | Rit | Rit | Rit | 18 | Rit | 6 | Rit | 19 |    |     |     |    |    |     |    |    | 7     | 10º  |
| 2005 | PS04B e PS05 | Cosworth TJ2005 | B     | Doornbos   |     |     |    |     |     |     |    |     |   |     |    | 18 | Rit | 13  | 18 | 13 | Rit | 14 | 14 | 7     | 10º  |
| 2005 | PS04B e PS05 | Cosworth TJ2005 | B     | Albers     | Rit | 13  | 13 | Rit | Rit | 14  | 17 | 11  | 5 | Rit | 18 | 13 | NC  | Rit | 19 | 12 | 14  | 16 | 16 | 7     | 10º  |

## Minardi Team USA
Nel 2006, Paul Stoddart, il vecchio patron della Minardi, acquisì una quota del Team Pacific per ribattezzarlo Minardi Team USA. Questo team ha gareggiato in Champ Car fino al 2007.